# Megaselia citrinella
Megaselia citrinella är en tvåvingeart som beskrevs av William Russel Buck och Ronald Henry Lambert Disney 2001. Megaselia citrinella ingår i släktet Megaselia och familjen puckelflugor.
Artens utbredningsområde är Nederländerna. Arten är reproducerande i Sverige. Inga underarter finns listade i Catalogue of Life.